# Биксјер ле Клефмон
Биксјер ле Клефмон (фр. Buxières-lès-Clefmont) насеље је и општина у североисточној Француској у региону Шампањ-Арден, у департману Горња Марна која припада префектури Шомон.
По подацима из 2011. године у општини је живело 22 становника, а густина насељености је износила 3,72 становника/km². Општина се простире на површини од 5,92 km². Налази се на средњој надморској висини од 425 метара.

## Демографија
| 1962. | 1968. | 1975. | 1982. | 1990. | 1999. | 2011. |
| ----- | ----- | ----- | ----- | ----- | ----- | ----- |
| 28    | 37    | 23    | 25    | 16    | 18    | 22    |

График промене броја становника у току последњих година